# .accountants
.accountants là một tên miền cấp cao nhất dùng chung (gTLD) trong Hệ thống tên miền của internet. Ban đầu nó được ủy quyền cho Knob Town, LLC, c/o Donuts LLC vào ngày 2 tháng 5 năm 2014. Vào ngày 23 tháng 3 năm 2018,.accountants và 195 miền khác đã được chuyển giao cho nhà tài trợ hiện tại của nó, Binky Moon, LLC, c/o Donuts LLC.